# Negretia
Negretia là một chi thực vật có hoa trong họ Đậu.